# Csömödér
Csömödér là một thị trấn thuộc hạt Zala, Hungary. Thị trấn này có diện tích 7,79 km², dân số năm 2010 là 593 người, mật độ 76 người/km².